# عبد السلام بن جلون
عبد السلام بن جلون (مواليد 28 يناير 1985 في فاس) لاعب كرة قدم مغربي دولي يلعب خط الهجوم. يلعب لصالح نادي الفتح الرياضي المغرب منذ موسم 2012-2013 و الآن يلعب في صفوف نادي الكوكب المراكشي.

## سيرته الرياضية
تلقى عبد السلام بن جلون تكوينه في صفوف نادي الوداد الفاسي قبل أن ينتقل إلى صفوف نادي المغرب الفاسي، حيث لعب لفريقه الأول بين سنتي 2003 و2006، حيث سجل أكثر من سبعين هدفا للفريق الفاسي. انتقل بعد ذلك للاحتراف في الدوري الاسكتلندي الممتاز في صفوف نادي هيبرنيان سنة 2006، الذي فاز معه في 2007 بلقب كأس الرابطة الاسكتلندية، قبل أن ينتقل في صيف 2008 إلى الدوري البلجيكي حيث لعب لفريقي روايال شارلروا وكا إس في رولرز. في 2010، انتقل بن جلون للدوري المصري الممتاز حيث لعب موسما في صفوف نادي الإسماعيلي. عاد بن جلون، في 2011 إلى الدوري المغربي، ليلعب موسما في صفوف فريقه الأم وداد فاس، حيث ساهم في إنقاذ الفريق من النزول للدرجة الثانية. في يوليوز 2012، انتقل بن جلون إلى نادي الفتح الرياضي، وفق عقد احترافي لموسمين.

على صعيد المشاركات الدولية، لعب بن جلون في صفوف المنتخب المغربي للشبان (أقل من 20 سنة)، و الذي حقق رفقته مرتبة رابعة مشرفة في كأس العالم 2005. على صعيد المنتخب الأول، لعب بن جلون أولى مقابلاته الدولية في 26 مارس 2008 أمام المنتخب البلجيكي، في ملعب الملك بودوان، حيث سجل أول هدف دولي له خلال المقابلة التي انتهت بأربعة أهداف لواحد لصالح المنتخب المغربي.

في 2012، كان بن جلون ضمن النتخب المغربي الذي فاز بلقب كأس العرب التي أقيمت في السعودية.

## إحصائياته[3]
| المواسم   | النادي          | عدد الأهداف | عدد مرات الظهور |
| --------- | --------------- | ----------- | --------------- |
| 2003-2006 | المغرب الفاسي   | 79          | 92              |
| 2006-2010 | هيبرنيان        | 16          | 53              |
| 2008-2009 | روايال شارلروا  | 1           | 9               |
| 2009-2010 | كا إس في رولرز  | 1           | 9               |
| 2010-2011 | نادي الإسماعيلي | 0           | 14              |
| 2011-2012 | وداد فاس        | 6           | 17              |
| 2012-.... | الفتح الرباطي   | 9           | ..              |

## روابط خارجية
- عبد السلام بن جلون على موقع قاعدة بيانات كرة القدم.إي يو (الإنجليزية)
- عبد السلام بن جلون على موقع ناشيونال فوتبول تيمز (الإنجليزية)